# Cyperispa palmarum
Cyperispa palmarum es una especie de insecto coleóptero de la familia Chrysomelidae.
Fue descrita científicamente en 1990 por Gressitt.